# Nanismo primordial

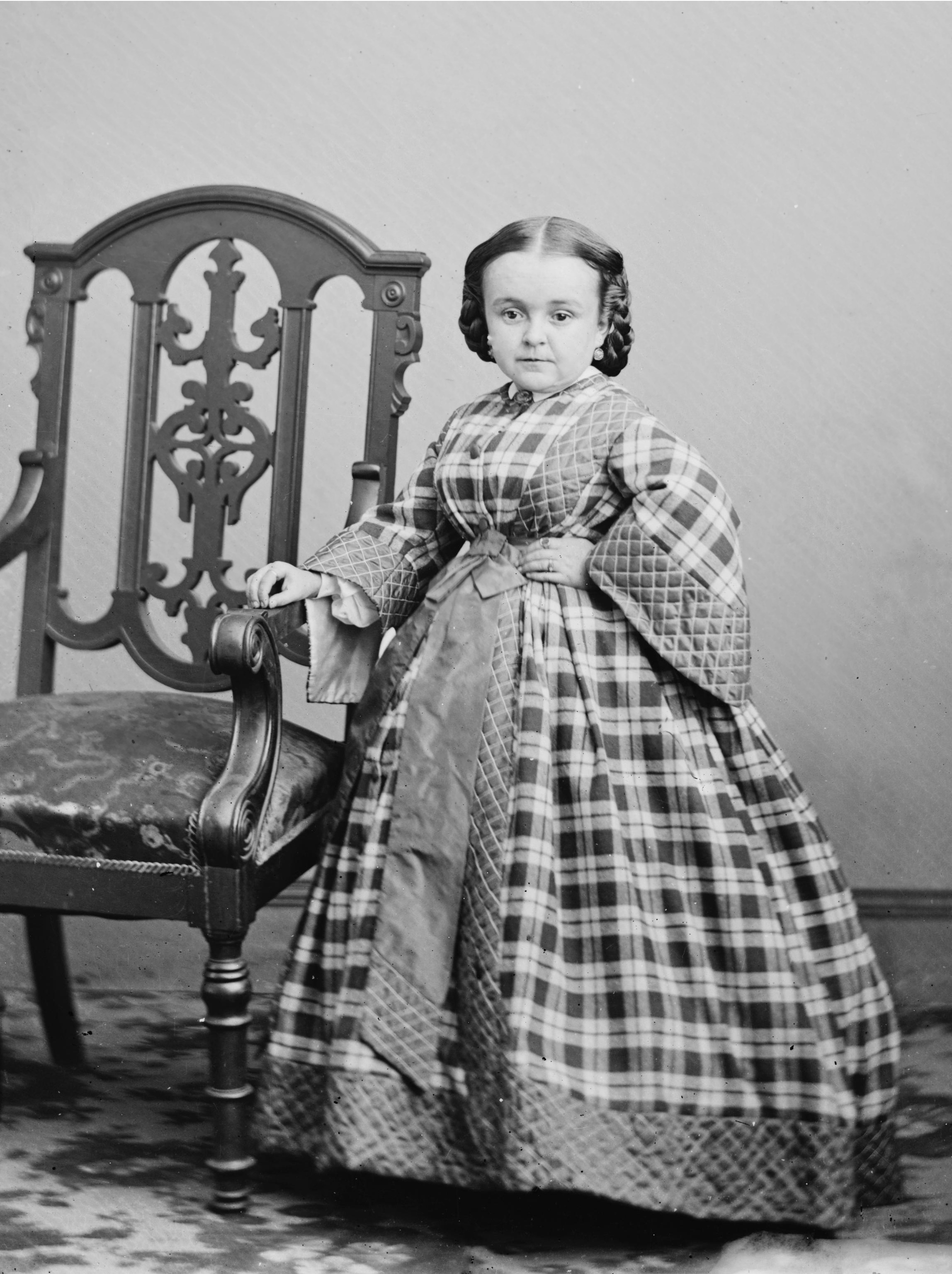
Lavinia Warren (1841-1919) atriz, portadora de nanismo, que participava das feiras de atrações dos EUA com seus 81 cm

Nanismo primordial é uma forma de nanismo que resulta em um tamanho corporal menor em todos os estágios da vida, começando antes do nascimento.
Mais precisamente, nanismo primordial é uma sub-categoria de diagnóstico do nanismo, que inclui um tipo específico dessa patologia que se caracteriza pelo tamanho reduzido e proporcional de todo o corpo de seus portadores. Os indivíduos, assim diagnosticados, são extremamente pequenos para a idade, até mesmo enquanto fetos e durante o crescimento pré-natal. A maioria dos indivíduos com nanismo primordial não são diagnosticados até que atinjam uns 3 anos de idade, época adequada para confirmação diagnóstica.
Os pacientes, na maioria dos casos, têm inteligência normal e não chegam a desenvolver uma altura superior à 80 cm. A prevalência de nascimentos com essa síndrome (chamada de Autossomia recessiva) é de 1 em 1 milhão de habitantes. Há hipóteses de que o distúrbio do crescimento é causado pela ausência de uma proteína chamada pericentrina, determinada por um gene localizado no cromossomo 21 denominado por PCNT. Outra hipótese propõe a relação entre a baixa estatura e a deleção de genes específicos cuja repetição destes carateriza o genoma das pessoas com estatura normal.                                                                                              Causas:
Mais de 200 condições diferentes podem causar alterações no ritmo do crescimento. Uma das mais frequentes é o nanismo, que pode ser classificado em duas categorias distintas:
– Nanismo hipofisário ou pituitário: causado por distúrbios metabólicos e hormonais, em especial pela deficiência na produção do hormônio do crescimento ou por resistência do organismo à ação desse hormônio. É conhecido, também, por nanismo proporcional, porque o tamanho dos órgãos mantém a proporcionalidade entre si e com a altura do indivíduo.
– Acondroplasia: considerada uma doença rara, o tipo mais comum de nanismo desproporcional é uma síndrome genética que impede o crescimento normal dos ossos longos (fêmur e úmero, especialmente), porque acelera o processo de ossificação das cartilagens formadoras de ossos. Isso faz com que as diferentes partes do corpo cresçam de maneira desigual.
Características:
Baixa estatura e algum atraso no desenvolvimento sexual são dos poucos sinais que as pessoas afetadas pelo nanismo hipofisário proporcional costumam apresentar.
Nos indivíduos com acondroplasia, os sintomas típicos são:
– baixa estatura;
– pernas e braços curtos, especialmente se comparados com o tamanho normal do tronco;
– aumento da cabeça (macrocefalia), com testa proeminente e achatamento na parte de cima do nariz;
– dedos curtos e grossos;
– mãos pequenas;
– pés planos, pequenos e largos;
– arqueamento das pernas;
– mobilidade comprometida na articulação do cotovelo;
– cifose e lordose (problemas de curvatura na coluna vertebral) acentuadas;
– deslocamento da mandíbula para a frente;
– desalinhamento dos dentes;
– demora para começar a caminhar, o que pode ocorrer entre os 18 e os 24 meses de idade.
Os homens adultos chegam a uma altura máxima de 1,45 metro e as mulheres não alcançam 1,40 metro, em média. Pessoas com algum tipo de nanismo podem ter uma ligeira redução na esperança média de vida, em comparação com a população geral, potencialmente devido a doenças cardiovasculares. Esses sinais podem aparecer em níveis e graus diferentes nas pessoas que têm o transtorno.
Tratamento:
Quando a baixa estatura está correlacionada com a ausência ou a pequena produção do hormônio do crescimento (GH), a administração desse hormônio já demonstrou produzir efeitos benéficos.
O tratamento pode estender-se por vários anos e deve ser acompanhado de perto por um médico especialista na área, porque podem ocorrer reações adversas ao uso do medicamento.
O hormônio do crescimento integra a lista de medicamentos de alto custo que são distribuídos gratuitamente pelo SUS, o Sistema Único de Saúde, desde que a pessoa comprove que tem indicações médicas precisas para a reposição hormonal.
Para a acondroplasia ainda não existe um tratamento específico que possibilite reverter o quadro, porém, a atenção a essa enfermidade deve ser multidisciplinar e os cuidados precoces são essenciais.
Prevenção e controle:
– o acompanhamento dos indivíduos com diferentes formas de nanismo deve ser multidisciplinar, envolvendo pediatras, endocrinologistas, ortopedistas, fisioterapeutas, psicólogos, dentistas, etc.;
– nem sempre o hormônio do crescimento é solução para acelerar o ritmo do crescimento da criança;
– o aconselhamento genético é um recurso indicado para os casais que pretendem ter filhos e têm história de acondroplasia na família. No entanto, o fato de existirem mutações genéticas espontâneas torna muito difícil falar em prevenção absoluta do transtorno.
O nanismo pode afetar mulheres e homens indistintamente que, salvo raríssimas exceções, mantêm a capacidade intelectual preservada e podem levar vida normal e de boa qualidade.
Em muitas situações, porém, as pessoas com nanismo são obrigadas a lidar com o preconceito e a discriminação social e a contornar as dificuldades de acesso em ambientes preparados para receber pessoas mais altas. Por isso, muitas vezes, precisam de ajuda para realizar tarefas simples, como utilizar o caixa eletrônico ou o transporte público, por exemplo.
Pessoas com nanismo desproporcional, típico da acondroplasia, eram chamadas de anões, palavra carregada de conotação depreciativa, que prejudica sobremaneira sua autoimagem e sua socialização.